# Оползни в Хиросиме (2014)
Оползни в Хиросиме — стихийное бедствие, произошедшее 20 августа 2014 года в японской префектуре Хиросима. По данным на 30 августа, в результате оползней погибли 72 человека, более 70 пострадали, двое пропали без вести. По данным полиции, среди погибших было 3 ребёнка, возрастом 2, 3 и 11 лет.

## Причины
Причиной оползней стал проливной дождь, продолжавшийся с 19 по 20 августа, в ходе которого выпала месячная норма осадков. Дождь вызвал оползни с гор, расположенных около Хиросимы. Наиболее пострадал район Асакита. На него в период с 1:30 по 4:30 утра по местному времени вылилось 217 миллиметров осадков, которые вызвали два оползня, произошедшие между четырьмя и шестью часами утра. Эвакуация была объявлена в 4:15. Мэр Хиросимы Кадзуми Мацуи выразил сожаление, что эвакуация была поздно объявлена.
Согласно закону, принятому в 2001 году, руководство всех префектур Японии должно было предпринять меры по определению наиболее сейсмически опасных зон и составлению планов эвакуации. На Хиросиму приходится около 32 тысяч таких зон — больше, чем в любой другой префектуре.

## Последствия
Для помощи пострадавшим своих сотрудников в район бедствия направили Японский Красный Крест и некоммерческая организация «Peace Winds Japan», помимо них в спасении людей также приняли участие около 1300 волонтёров
В работах по спасению пострадавших и ликвидации последствий стихийного бедствия приняли участие 3000—3600 пожарных, полицейских и членов сил самообороны.
22 августа состоялись первые похороны погибших — двух детей, двух и одиннадцати лет, и одного пожарного.